# Graf DK 43

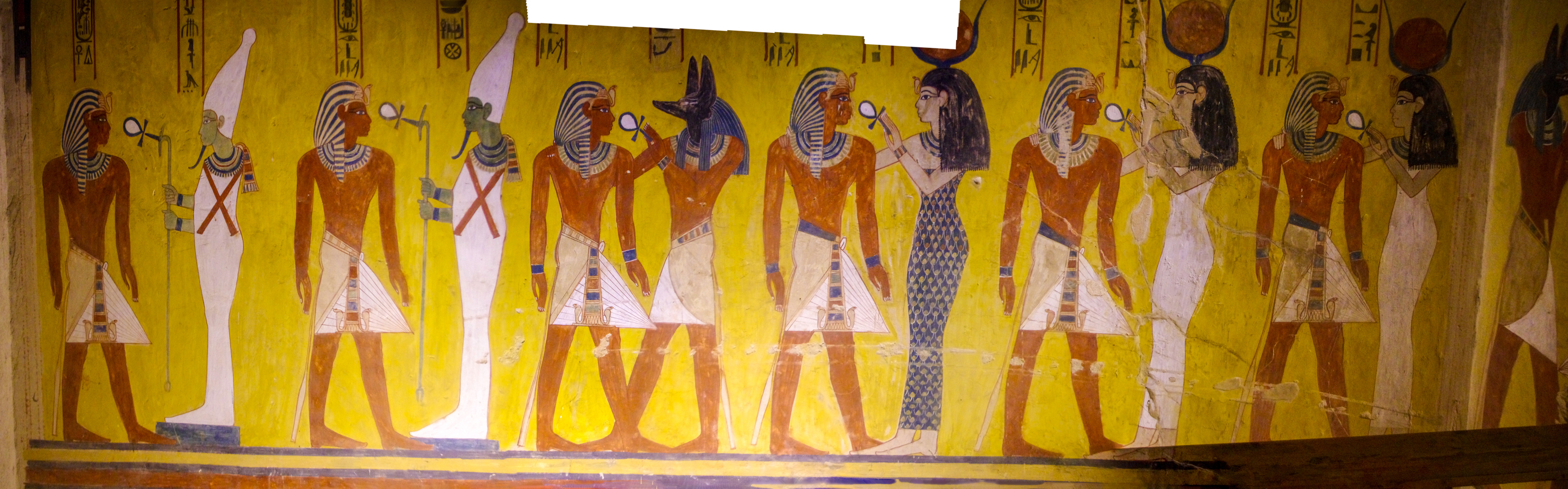
Wandversiering in DK 43

Graf DK 43 in het Dal der Koningen, de Oud-Egyptische faraonische necropolis, is toegewezen aan farao Thoetmosis IV. Het graf werd in 1913 ontdekt door Howard Carter.
Het is het eerste graf dat gedecoreerd is met wandschilderingen op een gele achtergrond. Er bevindt zich ook een verhaal in hiëratisch schrift op de muur van de tombe, waarin verteld wordt van een officiële inspectie van het graf van in de tijd van farao Horemheb.